# Привольное (Генический район)
Привольное (укр. Привільне) — посёлок в Генической городской общине Генического района Херсонской области Украины.
Население по переписи 2001 года составляло 708 человек. Почтовый индекс — 75512. Телефонный код — 5534. Код КОАТУУ — 6522183701.

## Местный совет
75512, Херсонская обл., Генический р-н, пос. Привольное